# Michela Pini
Michela Pini (* 1980) ist eine Schweizer Filmproduzentin.

## Werdegang
Michela Pini arbeitet seit 2005 als Produktionsleiterin und Produzentin. Sie arbeitete wiederholt mit Firmen wie Amka Film und Imago Film, wo sie unter anderem mit Tiziana Soudani und Villi Herman zusammenarbeitete. 2007 gründete sie zudem die Produktionsfirma Cinédokké mit Sitz in Savosa, Tessin.
Als Produzentin wirkte sie an Filmen von Niccolò Castelli, Klaudia Reynicke und Roman Hüben mit. Der von ihr produzierte Film Unrueh wurde 2022 in die Sektion Encounters der Berlinale eingeladen und wurde mit dem Preis für die beste Regie (Cyril Schäublin) ausgezeichnet.
Nebst reinen Schweizer Produktionen war sie an mehreren Koproduktionen mit dem Ausland beteiligt, darunter L'Ospite (Koproduktion Italien, Schweiz, Frankreich) von Duccio Chiarini, der 2019 auf der Piazza Grande des Locarno Festivals gezeigt wurde, sowie Favolacce (Koproduktion Italien, Schweiz) des italienischen Regisseurs Damiano D'Innocenzo, der 2020 im Wettbewerb der Berlinale uraufgeführt wurde. Der von ihr ko-produzierte Film La Chimera der italienischen Regisseurin Alice Rohrwacher wurde 2023 im Wettbewerb des Filmfestivals von Cannes gezeigt.
Sie ist Mitglied des Produzent/innenverbandes GARP und des Groupement Suisse du Film d'Animation GSFA; sie ist Mitbegründerin und Vize-Präsidentin der Stiftung Ticino Film Commission.
Michela Pini war Teilnehmerin der Berlinale Talents (2016) sowie des Torino FeatureLabs (2019 und 2020).

## Filmografie (Auswahl)
- 2008: From Somewhere To Nowhere
- 2010: Sinestesia
- 2011: Gotthard Schuh. Eine sinnliche Sicht der Welt
- 2012: Tapperman
- 2012: Tutti Giù
- 2013: 17 anni
- 2013: Un uccello molto serio
- 2014: La buca
- 2014: Biriki e l'arcobaleno
- 2015: Persi
- 2015: Come un morto ad Acapulco
- 2017: CHoisir à vingt ans
- 2017: Villa Ventura
- 2017: La mer à boire
- 2018: Cronofobia
- 2019: Love Me Tender
- 2019: Las Hermanas de Rocinante
- 2020: Bad Tales – Es war einmal ein Traum (Favolacce)
- 2020: Miraggio
- 2020: Palazzo di giustizia
- 2020: sòne:
- 2021: Tuffo
- 2021: L'afrique des femmes
- 2021: Atlas
- 2022: L'afrique des femmes
- 2022: Unrueh
- 2022: Semret
- 2023: La Chimera